# 南備鉄道計画
南備鉄道計画（なんびてつどうけいかく）とは、倉敷市倉敷駅から、児島郡に属していた倉敷市水島・児島を経由して玉野市宇野駅を結ぶ鉄道の計画であった。

## 概要
明治期から続いた高梁川の大改修工事が1925年に完成して以降、工業化を目指す岡山県は旧東高梁川廃川地・河口跡に工場を誘致していた。
一方、南備鉄道の敷設免許申請が1940年（昭和15年）8月3日に行われたが、戦時下の資材不足から着工認可は困難であった。
そこに、航空兵力の増強のため瀬戸内海沿岸に飛行場・飛行機工場建設を考えていた海軍、既存工場の能力が限界に達し新たな飛行機工場適地を求めた三菱重工の思惑が一致し、1941年（昭和16年）4月26日に三菱重工水島工場の建設が決定した。計画倒れに終わった南備鉄道に替わり、三菱重工が倉敷駅から同社工場迄の間を専用線として敷設することになった。三菱重工が、1942年（昭和17年）2月3日に倉敷から水島までの専用鉄道敷設免許申請を行い、同年9月17日に免許が交付され、1943年（昭和18年）に専用鉄道が敷設された。
倉敷 - 水島間の専用鉄道は、戦後の1947年に水島工業都市開発に移管されて一般の鉄道となり、倉敷市交通局を経て1970年（昭和45年）から水島臨海鉄道として営業している。
また、戦後に設立された備南電気鉄道は、1949年に宇野・水島間の施設工事認可を得たが、三井造船の専用線を利用した玉野市内の開業にとどまり、最終的に玉野市に譲渡されて玉野市営電気鉄道となった。

## 沿革
- 1949年12月19日 備南電鉄宇野-水島間31.4キロの敷設工事認可
- 1950年4月1日 備南電気鉄道株式会社設立
- 1953年4月2日 宇野-玉間3.5キロ開通
- 1955年10月1日 玉-玉橋間0.2キロ営業開始。同日玉橋駅を玉駅、旧玉駅を三井造船所前駅に改称
- 1956年3月24日 玉野市に移管。玉野市営電気鉄道となる

## その後の鉄道事情
計画予定地だった水島、児島、玉野地域にはそれぞれ、水島臨海鉄道(倉敷市-三菱自工)、下津井電鉄(茶屋町-下津井)、玉野市営電気鉄道(宇野駅-三井造船)が運行されていた。
また、玉野市営電気鉄道には玉遊園地から日比製錬所のある渋川海岸方面への延長計画があった。
3路線は接続されることなく、業績悪化により玉野市電は廃止、下津井電鉄は鉄道事業から撤退した。
1988年に児島地域に瀬戸大橋線が開業したが、水島、児島、玉野を鉄道で移動する場合、水島臨海鉄道で倉敷で乗り換え、山陽本線で岡山、瀬戸大橋線や宇野線に乗り換える必要がある。なお玉野と水島を直接運航しているバスもない。

## 3地域の交通事情

### 鉄道

#### 玉野市営電鉄
宇野 - 広浜 - 玉野高校前 - 西小浦 - 玉野市役所前 - 藤井海岸 - 玉野保健所前 - 玉遊園地 - 大聖寺前 - 玉 - 玉比咩神社前 - 玉小学校前 - 三井造船所前

#### 下津井電鉄
下津井 - 東下津井 - 鷲羽山 - 琴海 - 阿津 - 備前赤崎 - 児島 - 児島小川 - 柳田 - 稗田 - 福南山 - 福田 - 林 - 藤戸 - 天城 - 茶屋町

#### 水島臨海鉄道
倉敷市 - 球場前 - 西富井 - 福井 - 浦田 - 弥生 - 栄 - 常磐 - 水島 - 三菱自工前

### 水島・児島
- 岡山空港リムジンバス
- 下津井電鉄
  - 古城池線
  - 塩生線